# Mitchel Bolck
Mitchel Bolck (Amsterdam, 19 februari 1994) is een Nederlands voetballer die als verdediger bij Almere City FC speelde.

## Carrière
Mitchel Bolck maakte zijn debuut in de Eerste divisie op 17-jarige leeftijd voor Almere City FC op 27 januari 2012, in de met 2-0 gewonnen thuiswedstrijd tegen FC Emmen. Hij kwam in de 90e minuut in het veld voor Mitchel Kappenberg. In 2014 vertrok hij naar ADO '20, waarna hij ook nog voor VV Katwijk, VVSB, USV Hercules en SV Batavia '90 speelde.

### Statistieken
| Seizoen                        | Club           | Land           | Competitie         | Competitie | Competitie | Beker | Beker | Totaal | Totaal |
| Seizoen                        | Club           | Land           | Competitie         | Wed.       | Dlp.       | Wed.  | Dlp.  | Wed.   | Dlp.   |
| ------------------------------ | -------------- | -------------- | ------------------ | ---------- | ---------- | ----- | ----- | ------ | ------ |
| 2011/12                        | Almere City FC | Nederland      | Eerste divisie     | 1          | 0          | 0     | 0     | 1      | 0      |
| 2012/13                        | Almere City FC | Nederland      | Eerste divisie     | 0          | 0          | 0     | 0     | 0      | 0      |
| 2013/14                        | Almere City FC | Nederland      | Eerste divisie     | 0          | 0          | 0     | 0     | 0      | 0      |
| 2014/15                        | ADO '20        | Nederland      | Topklasse Zondag   | 23         | 0          | 1     | 0     | 24     | 0      |
| 2015/16                        | VV Katwijk     | Nederland      | Topklasse Zaterdag | 4          | 0          | 0     | 0     | 4      | 0      |
| 2016/17                        | VVSB           | Nederland      | Tweede divisie     | 1          | 0          | 0     | 0     | 1      | 0      |
| 2017/18                        | USV Hercules   | Nederland      | Derde divisie Zon. | 16         | 1          | 2     | 0     | 18     | 1      |
| Carrièretotaal                 | Carrièretotaal | Carrièretotaal | Carrièretotaal     | 45         | 1          | 3     | 0     | 48     | 1      |
| Bijgewerkt op 30 december 2019 |                |                |                    |            |            |       |       |        |        |